# (924) Тони
(924) Тони (лат. Toni) — астероид главного пояса, принадлежащий к спектральному классу X. Астероид был открыт 20 октября 1919 года немецким астрономом Карлом Рейнмутом в обсерватории Хайдельберг-Кёнигштуль, Германия. Астероид был назван женским именем, взятым из немецкого ежегодного календаря Lahrer hinkender Bote, и никак не связанным с современниками Рейнмута. Давать имена астероидам без привязки к конкретному человеку было обычной практикой астронома.

## Орбита и классификация
Орбита астероида лежит во внешней части главного пояса астероидов, имеет большую полуось 2,9383 а. е., эксцентриситет 0.153 и наклон относительно эклиптики 9°. 

## Физические характеристики
По классификации SMASS Тони представляет собой астероид типа X, тогда как по классификации Толена он ближе всего к углеродистым астероидам типа C.
На основании кривых блеска, полученных в 2014 году, определён период вращения астероида, равный 19,437 ч., и изменение блеска, равное 0,24 звёздной величины.
Согласно данным наблюдения инфракрасных спутников Akari, IRAS и WISE астероид имеет диаметр между 71,983 и 85,49 км, а альбедо поверхности между 0,0432 и 0,054.